# Walbury Hill
Walbury Hill 7 km südöstlich von Hungerford, Berkshire, ist mit 297 m die höchste Erhebung in Südostengland. Auf dem Hügel befinden sich die Überreste einer Befestigungsanlage aus der Eisenzeit.
Die BBC nutzt Walbury Hill bei Großereignissen für temporäre Sendemasten.

## Galerie

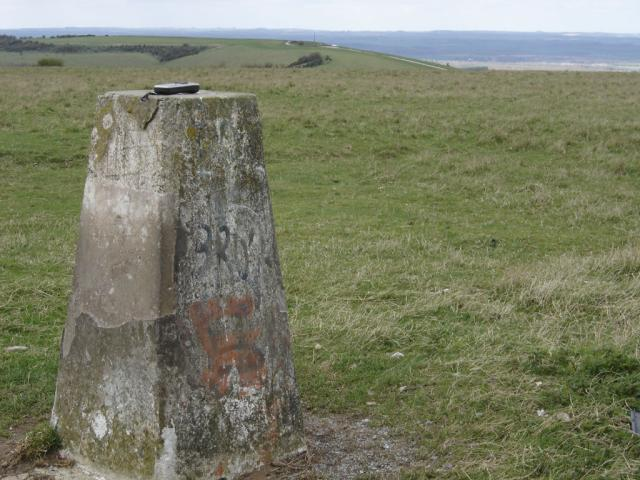
Blick nach Westen
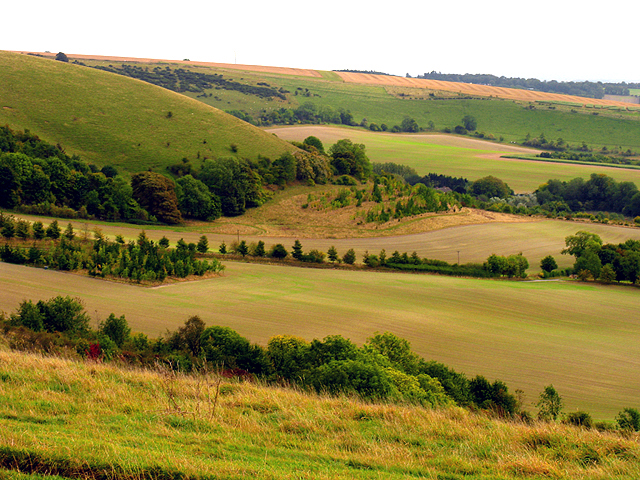
Südwesthänge
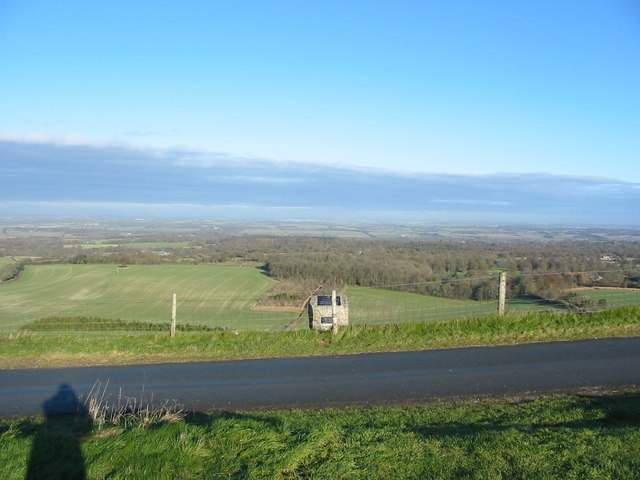
Blick über Süd Berkshire